# Bonifacio Caetani, IV duca di Sermoneta
Bonifacio Caetani (Roma, novembre 1516 – Cisterna, 1º marzo 1574) è stato un militare italiano.

## Biografia
Nato nel novembre del 1516, Bonifacio era figlio primogenito di Camillo, III duca di Sermoneta, e di sua moglie, Beatrice Caetani d'Aragona, discendente a sua volta per parte di madre dai re di Napoli e d'Aragona. Nel maggio del 1527, ancora giovanissimo, quando la rocca di Sermoneta (feudo della sua famiglia) venne occupata dall'esercito spagnolo, venne consegnato in ostaggio al viceré siciliano Ugo di Moncada, il quale a ogni modo lo restituì al padre nel marzo dell'anno successivo.
Per tenerlo al sicuro e per garantirgli un'istruzione adeguata, nel 1530 venne inviato a Roma presso il cardinale Alessandro Farnese, molto amico di suo nonno Guglielmo e imparentato con la famiglia Caetani. Nel febbraio 1535 sposò Caterina Pio di Savoia, figlia di Alberto, conte di Carpi.
Nel 1550 decise di intraprendere la carriera militare e si pose al servizio di re Enrico II di Francia come capitano d'arme, grazie anche all'influenza di Niccolò Caetani, cardinale e fratello di Bonifacio. Intervenne militarmente nella guerra di Siena dove, dopo essersi accordato con Piero Strozzi per arruolare delle nuove milizie nello Stato della Chiesa, predispose l'invio di queste presso i franco-senesi, ma non riuscì a portare a compimento il progetto dal momento che lo Strozzi venne sconfitto a Marciano.
Per contro sul fronte napoletano andava delineandosi un'ulteriore crisi durante il pontificato di papa Paolo IV e la corte del sud sicuramente intravide in Bonifacio uno dei principali ostacoli tra le due parti in guerra, dal momento che il feudo di Sermoneta era posto a controllo del passaggio tra lo Stato della Chiesa e il Regno di Napoli. Nel 1555, dunque, il viceré di Napoli cardinale Pedro Pacheco Ladrón de Guevara studiò un piano per impadronirsi militarmente di Sermoneta e aprire così la guerra con Paolo IV. Per tale scopo, il Pacheco pensò di servirsi anche di Antonio Caetani, signore di Maenza, del ramo napoletano dei Caetani, in perenne lotta col ramo di Sermoneta. Bonifacio, non appena seppe delle intenzioni del Regno di Napoli, avvisò prontamente il pontefice che, interessato a difendere il confine meridionale dello stato, diede manforte al Caetani fornendogli le necessarie truppe di sostegno. La sconfitta dei napoletani risultò evidente, Antonio Caetani riparò a Napoli e Bonifacio poté rientrare nei propri feudi.
Sempre nel 1555, a maggio, Bonifacio Caetani accompagnò il cardinale Carlo Carafa in un suo viaggio in Francia, in ambasceria presso Enrico II. Tornò in Italia all'inizio dell'anno successivo per fronteggiare un nuovo attacco degli spagnoli al suo feudo di Sermoneta e ottenne dal papa anche il compito di difendere militarmente Marittima, oltre a ottenere anche il governatorato civile delle città di Cori, Sezze, Carpineto, Piperno e Terracina. Alla fine vittoriosa del conflitto nel 1557, papa Paolo IV lo confermò governatore di Marittima e il 27 aprile di quello stesso anno lo nominò capitano generale delle milizie pontificie.
Sotto il pontificato del successore del Carafa, Pio IV, Bonifacio si occupò ancora una volta della difesa di Marittima, questa volta dalle incursioni dei pirati barbareschi, con il compito di costruirvi ulteriori fortificazioni e torri di avvistamento.
Negli ultimi anni della sua vita, il Caetani si occupò della costruzione di un palazzo residenziale a Cisterna dove tra l'altro morì il 1º marzo 1574.

## Matrimonio e figli
Bonifacio Caetani sposò in prime nozze Caterina Pio di Savoia (c. 1518 - 14 marzo 1557). La coppia ebbe insieme i seguenti figli:
- Onorato, duca di Sermoneta, capitano generale della fanteria pontificia, combattente a Lepanto;
- Enrico, cardinale;
- Camillo, patriarca di Alessandria e nunzio apostolico in Germania e in Spagna;
- Isabella (?-1596), nubile;
- Beatrice (1544 - 14 novembre 1608)[1], sposò nel 1561 Angelo Cesi, duca d'Acquasparta (?-1569); lasciarono eredi, fra cui Federico I Cesi, Duca d'Acquasparta (1562-1630), a sua volta padre di Federico II Cesi, fondatore dell'Accademia dei Lincei.
- Cecilia (?-dopo il 1599), nubile;
- Giovanna (?-3 settembre 1592[1]), sposò nel 1565 Virginio Orsini dei duchi di Gravina (?-1573), duca di San Gemini e conte di Nerola;

Dopo la morte della moglie si risposò con Costanza Gaddi, figlia di Luigi signore di Riano. Non ebbero figli.

## Albero genealogico
|                                         |                                             |                                    | Genitori                             |  |  | Nonni |  |  | Bisnonni                                  |  |  | Trisnonni                                   |  |
|                                         |                                             |                                    |                                      |  |  |       |  |  | Onorato Caetani, VII signore di Sermoneta |  |  | Giacomo Caetani, VI consignore di Sermoneta |  |
|                                         |                                             |                                    |                                      |  |  |       |  |  | Onorato Caetani, VII signore di Sermoneta |  |  | Giacomo Caetani, VI consignore di Sermoneta |  |
|                                         |                                             | Giovannella Orsini                 |                                      |  |  |       |  |  | Onorato Caetani, VII signore di Sermoneta |  |  |                                             |  |
| Guglielmo Caetani, II duca di Sermoneta |                                             |                                    |                                      |  |  |       |  |  | Onorato Caetani, VII signore di Sermoneta |  |  |                                             |  |
|                                         |                                             | Caterina Orsini                    | Francesco Orsini, I duca di Gravina  |  |  |       |  |  |                                           |  |  |                                             |  |
|                                         |                                             | Caterina Orsini                    | Francesco Orsini, I duca di Gravina  |  |  |       |  |  |                                           |  |  |                                             |  |
|                                         |                                             | Caterina Orsini                    | Maria Scillato, signora di Ceppaloni |  |  |       |  |  |                                           |  |  |                                             |  |
| Camillo Caetani, III duca di Sermoneta  |                                             | Caterina Orsini                    |                                      |  |  |       |  |  |                                           |  |  |                                             |  |
|                                         |                                             | Bruno Conti, conte di Segni        | Alto Conti                           |  |  |       |  |  |                                           |  |  |                                             |  |
|                                         |                                             | Bruno Conti, conte di Segni        | Alto Conti                           |  |  |       |  |  |                                           |  |  |                                             |  |
|                                         |                                             | Bruno Conti, conte di Segni        | …                                    |  |  |       |  |  |                                           |  |  |                                             |  |
| Francesca Conti                         |                                             | Bruno Conti, conte di Segni        |                                      |  |  |       |  |  |                                           |  |  |                                             |  |
|                                         |                                             | Vannola Conti dell'Anguilara       | …                                    |  |  |       |  |  |                                           |  |  |                                             |  |
|                                         |                                             | Vannola Conti dell'Anguilara       | …                                    |  |  |       |  |  |                                           |  |  |                                             |  |
|                                         |                                             | Vannola Conti dell'Anguilara       | …                                    |  |  |       |  |  |                                           |  |  |                                             |  |
| Bonifacio Caetani, IV duca di Sermoneta |                                             | Vannola Conti dell'Anguilara       |                                      |  |  |       |  |  |                                           |  |  |                                             |  |
|                                         | Pietro Bernardino Caetani, conte di Traetto | Onorato Caetani, VI conte di Fondi |                                      |  |  |       |  |  |                                           |  |  |                                             |  |
|                                         | Pietro Bernardino Caetani, conte di Traetto | Onorato Caetani, VI conte di Fondi |                                      |  |  |       |  |  |                                           |  |  |                                             |  |
|                                         | Pietro Bernardino Caetani, conte di Traetto | Francesca di Capua                 |                                      |  |  |       |  |  |                                           |  |  |                                             |  |
| Onorato Caetani, I duca di Traetto      | Pietro Bernardino Caetani, conte di Traetto |                                    |                                      |  |  |       |  |  |                                           |  |  |                                             |  |
|                                         |                                             | Costanza Orsini                    | Roberto Orsini, conte di Tagliacozzo |  |  |       |  |  |                                           |  |  |                                             |  |
|                                         |                                             | Costanza Orsini                    | Roberto Orsini, conte di Tagliacozzo |  |  |       |  |  |                                           |  |  |                                             |  |
|                                         |                                             | Costanza Orsini                    | Caterina Sanseverino                 |  |  |       |  |  |                                           |  |  |                                             |  |
| Beatrice Caetani d'Aragona              |                                             | Costanza Orsini                    |                                      |  |  |       |  |  |                                           |  |  |                                             |  |
|                                         |                                             | Ferdinando I di Napoli             | Alfonso V d'Aragona                  |  |  |       |  |  |                                           |  |  |                                             |  |
|                                         |                                             | Ferdinando I di Napoli             | Alfonso V d'Aragona                  |  |  |       |  |  |                                           |  |  |                                             |  |
|                                         |                                             | Ferdinando I di Napoli             | Gueraldona Carlino                   |  |  |       |  |  |                                           |  |  |                                             |  |
| Lucrezia d'Aragona                      |                                             | Ferdinando I di Napoli             |                                      |  |  |       |  |  |                                           |  |  |                                             |  |
|                                         |                                             | Eulalia Ravignano                  | …                                    |  |  |       |  |  |                                           |  |  |                                             |  |
|                                         |                                             | Eulalia Ravignano                  | …                                    |  |  |       |  |  |                                           |  |  |                                             |  |
|                                         |                                             | Eulalia Ravignano                  | …                                    |  |  |       |  |  |                                           |  |  |                                             |  |
|                                         |                                             | Eulalia Ravignano                  |                                      |  |  |       |  |  |                                           |  |  |                                             |  |